# Au Tapis-Rouge
Au Tapis-Rouge werd geopend in 1784 en werd in de loop van de 19e eeuw een van de eerste grootwarenhuizen van Frankrijk met een divers aanbod aan artikelen.

## Historie
In de jaren 1730-1780 werden veel nieuwbouwplannen in de voorsteden gerealiseerd, rond 1860 werden alle voorsteden geannexeerd en bij Parijs gevoegd. Al deze plannen werden gemaakt door de architecten Jean Beausire (maître général des bâtiments de la ville) en zijn zoon Jean-Baptiste Augustin.
Een affiche uit 1872 vermeld voor het eerst "Rue du Faubourg 67 & 69, fondé 1784" (opgericht 1784) maar de naam "Au Tapis-Rouge" was niet uniek verbonden aan het pand Rue du Faubourg 67.
- 1789; In het overzicht van fabrikanten en groothandel werd genoemd "Au Tapis Rouge", eigenaar Dauthuille, "rue des Deux Boules" in Saint Honoré een voorstad van Parijs (artikelen: Les Toiles deFrance et étrangères, particulieremant les linons, le basin et la mousseline, & fait de la comission. Franse en buitenlandse stoffen, vnl. linnen, badlinnen, Mousseline en werk in opdracht.)[1]
- 14 mei 1793; Advertentie in de "Journal géneral de France" "Au Tapis-Rouge op een adres in de rue Jean Jacques Rousseau.
- 28 november 1800; Advertentie in "Courrier des spectacles, ou Journal des théâtres", "Au Tapis-Rouge" (artikelen: stoffen en gordijnen) op adres Rue de la Marche 19 (nu, 2023, deel van "de la rue de Saintonge").
- 1836; Op 27 juni sloten Rouet freres (Charles-Edouard Rouet en Amable-Julien Rouet)  een brandverzekering af voor het pand Rue du Faubourg 82 [2]
- 1837;  De eigenaren, de gebroeders Rouet, waren gevestigd op het adres Rue du Faubourg 82 en 182 (artikelen: bonneterie, lingerie, dépôts des couvertures).[3] Nummer 82 was tegenover nr 67, het was een smal langerekt pand. In 1849 werden tijdelijk in die panden het gemeentehuis (Mairie) voor het 10e arrondissment gevestigd, in 1892 - 1896; werd hier het huidige (2023) gemeentehuis gebouwd.
- 9 augustus 1838; De broers besloten  hun samenwerking te beëindigen en werd hun bedrijf, Rouet freres "la société pour le commerce de nouveautés"., voortgezet door Amable Julien Rouet [4].
- 1842; "Rouet Jeune" "Au Tapis-Rouge" werd alleen op nr 82 genoemd[5]
- 1844; "Rouet Jeune", nr 35 en 69 (artikelen: draperie, blanc fil et de coton, indienne, rouennerie, lingerie , bonneterie, mercerie en couvertures.
- 1846; Er werd een speciale kinderafdeling geopend en men begon met de verkoop van confectiekleding en gordijnstoffen.
- 1857; Op 28 september opende de vernieuwde winkel op het adres Rue du Faubourg 67 & 69. Rouet de jongere was overleden en op 7 januari werd zijn erfgenaam L. J. Calame, eigenaar directeur, de dagelijkse leiding kwam in handen van de gebroeders Xavier Joseph Émile Fleck (Mulhouse, 13 maart 1830 - Parijs, 30 oktober 1902) en Jean Baptiste Joseph Alphonse Fleck (Remiremont, 13 june 13 - Parijs, 2 mei 1896). Het geheel werd groots aangepakt, het warenhuis omvatte de nrs 67 en 69 en had drie verdiepingen die met een monumentale trap toegankelijk waren, het glazen dak zorgde voor daglicht.
- 1860; De nummers 67 en 69 van het gebouw werden samengevoegd tot één grote ruimte, in het gebouw was ook een vestiging van Cheverny en van de heer Marigny.
- 1870; Er waren in het gebouw een flink aantal kleine bedrijfjes gevestigd: Deloge en Mauty: bloemist, Durnois: fabrikant van wastafels, Guy Jeune: metaalgraveur (was exposant op de Wereldtentoonstelling van 1867, Marigny: kousenbanden en schoenstrikken, Michon: colliers, Vos: porselein, Sognet: slotenmaker en Cheverny: kunstbloemen.
- 1871; (18 maart) In het voorjaar tijdens het treffen tussen de soldaten van de voorlopige regering en de communards werd het pand in brand gestoken en volledig verwoest. De overgebleven goederen werden opgeslagen in een pand op nr. 147.
- 1871; (30 september) Na de herbouw en renovatie breidde het warenhuis zich uit over vier gebouwen (nrs. 67, 69 en "Rue du Chateau d'Eau" 54 & 72) er werkten veel ambachtslieden zoals goudsmeden, juweliers enz.
- 1876; Nogmaals werden panden toegevoegd, Rue du Chateau d 'Eau nrs 56 en 58, de gevellengte bedroeg toen 150 meter en een oppervlakte van 5000 m2.
- 1880; Charles Fleck (Remiremont, 9 november 1834 - Cannes, 19 maart 1884) werd directeur/bedrijfsleider, er werden vanaf die tijd ook meubels verkocht.
- 1900; Na het overlijden van Alphonse werd Émile Fleck alleen-eigenaar/directeur, hij beheerde eveneens de rue du Château d’Eau 72.
- 1910; De activiteiten wijzigden zich, de "Compagnie Générale de l’Ameublement" vestigde zich in het complex maar de naam Tapis-Rouge bleef bestaan. Op de Boulevard de Strasbourg 36 kwam eveneens een vestiging.
- 1914; De heer Congy exploiteerde in het pand een hotel.
- 1915-1942; De gebroeders Pathé kochten het pand en richten het in voor de verkoop en verhuur van camera- en geluidsapparatuur.
- 1940-1944; Onder bezetting bleef het pand leeg, soms werd het gebouw gebruikt als tijdelijke verblijfplaats voor mensen die werden gedeporteerd naar de concentratiekampen.
- 1944; Het gebouw werd overgenomen door het "ministère du Travail pour l'industrie du BTP".
- 1945; Jouets Bimbeloterie Berne, fabrikant van speelgoed, snuisterijen en groothandel vestigde zich in het pand.
- 1975-1985; Aram Garabedian kocht het gebouw en richtte het in als fabriek voor de productie van breigoed, "La Chaumière aux Tricots".
- 1985-1989; Het pand werd verbouwd tot congrescentrum met de naam Espace Tapis-Rouge, er konden tot 1200 personen ontvangen voor een seminarie en zo'n 1500 personen voor een diner of gala-avond.
- 2017; Op 22 november werden de gewijzigde statuten ingeschreven. S.A.R.S. Au Tapis-Rouge activiteiten: "Verhuur van ontvangstruimten en lounges, de verkoop en consumptie ter plaatse, de productie van korte films en alle audiovisuele producties".[6]
- 2018; Door de grote verliezen in 2017 werd overwogen het bedrijf te beëindigen maar men besloot de vennootschap onder voorwaarden voort te zetten,[7]
- 2020; Tapis Rouge sluit t.g.v. Corona een voortzetting of nieuwe bestemming is nog (2023) onzeker.

### Rue du Faubourg-Saint-Martin 67
Dit pand vormde het oorspronkelijk het hart van enkele naastgelegen panden. De drie verdiepingen die waren ingericht als winkel boden duizenden vierkante meters met goed verlichte galerijen. De centrale trap en de tien glazen daken, waardoor het daglicht toegang kreeg, gaven de gehele ruimte een sprookjesachtige uitstraling.

### Rouet
De joodse familie Rouet woonde in Saint Aignan, het was o.a. een bankiersfamilie (Rouet et Cie) ook was er een leerlooierij met de naam "Rouet et Cie". In het stadje waren enkele bedrijven die kleding vervaardigden. De gebroeders Rouet werden genoemd als houthandelaren.
De gebroeders Rouet waren Charles Eduard Rouet (Saint Aignan, 24 messidor 11, 17 juli 1803 - Saint_Aignan) 
en Amable Julien Rouet(Saint Aignqan, 25 januari 1811 - 1857), hun ouders waren Antoine Alexis Arthur Rouet ( - Saint-Aignan, 13 maart 1843) en Marie-Perpétue Lepine. 
Zij hadden ook nog een broer Isidore Rouet (Saint-Aignan, 17 mei 1800 - Saint-Aignan, 23 maart 1876), hij was twee periodes burgemeester van Saint-Aignan.

### Maison Fleck
Maison Fleck was een modehuis van de joodse gebroeders Fleck (Alphonse, Émile en Charles) zij waren eveneens de (mede-)eigenaren van het grootwarenhuis "Au Tapis-Rouge".
Het huis gaf meerdere modebladen en brochures uit, de redactie was in handen van de broers en later van Maurice Louis Xavier Fleck (Parijs, 3 december 1867 - ) de zoon van Alphonse, hij was vanaf 1900 de auteur van "France mode".
Uitgaven
- "La mode pour tous, Journal de la famille et des modes pratiques", Alphonse Fleck
- "France Mode", weekblad, Alphonse Fleck, et al.
- "Journal du Tapis Rouge: Echo des nouveautés Parisiennes", Charles Fleck, vanaf 1881
- "La Maison du Tapis Rouge", Journal du Tapis Rouge, exposition générale des nouveautés d'été, Alphonse en Xavier Joseph Émile Fleck Frères, 1891

- uitgaven
- Au Tapis-Rouge catalogus winter 1864
- modeblad "France Mode 31 december 1893"
- 1885

## Afbeeldingen

Au Tapis-Rouge, affiches
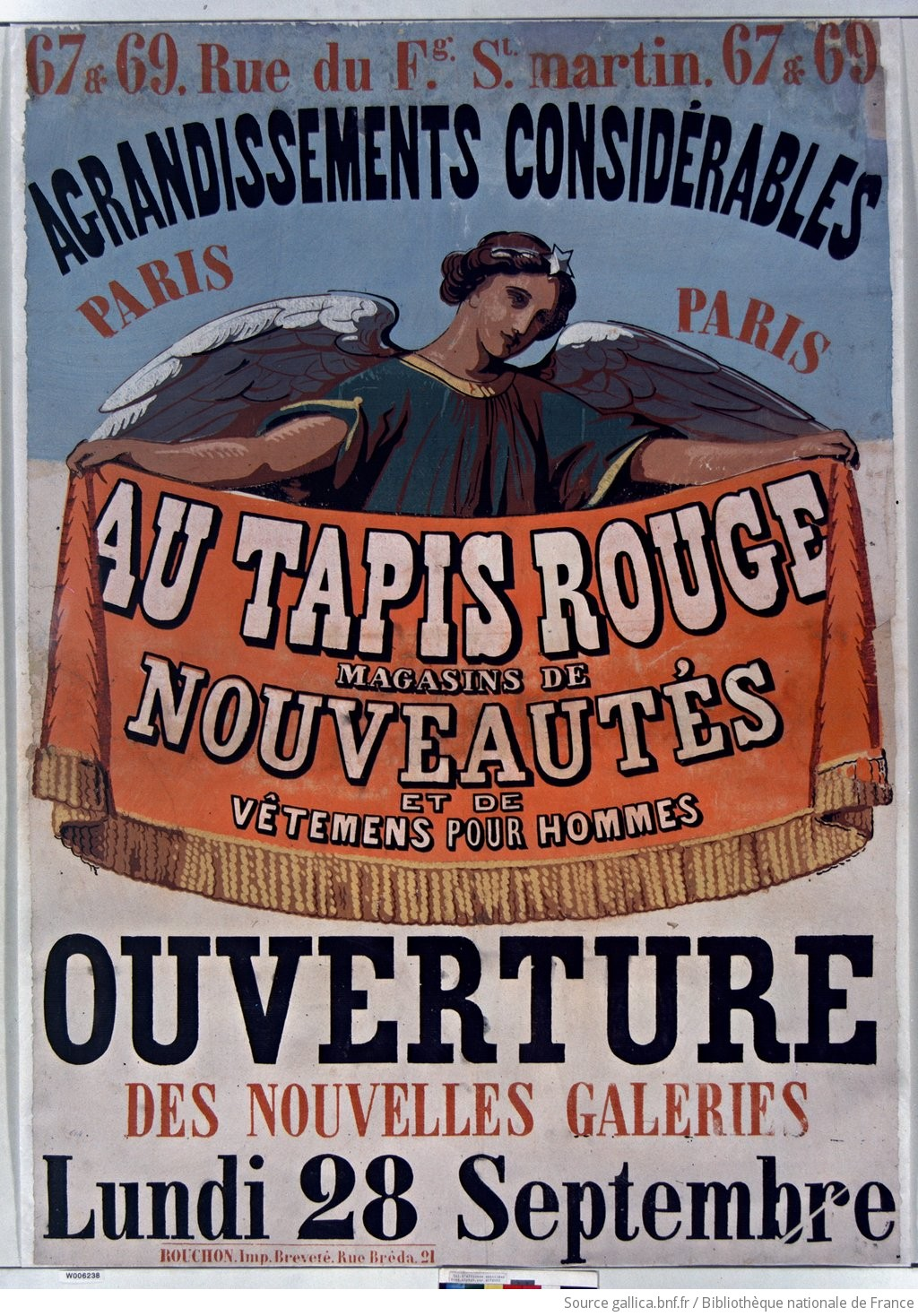
Au Tapis rouge affiche 1857
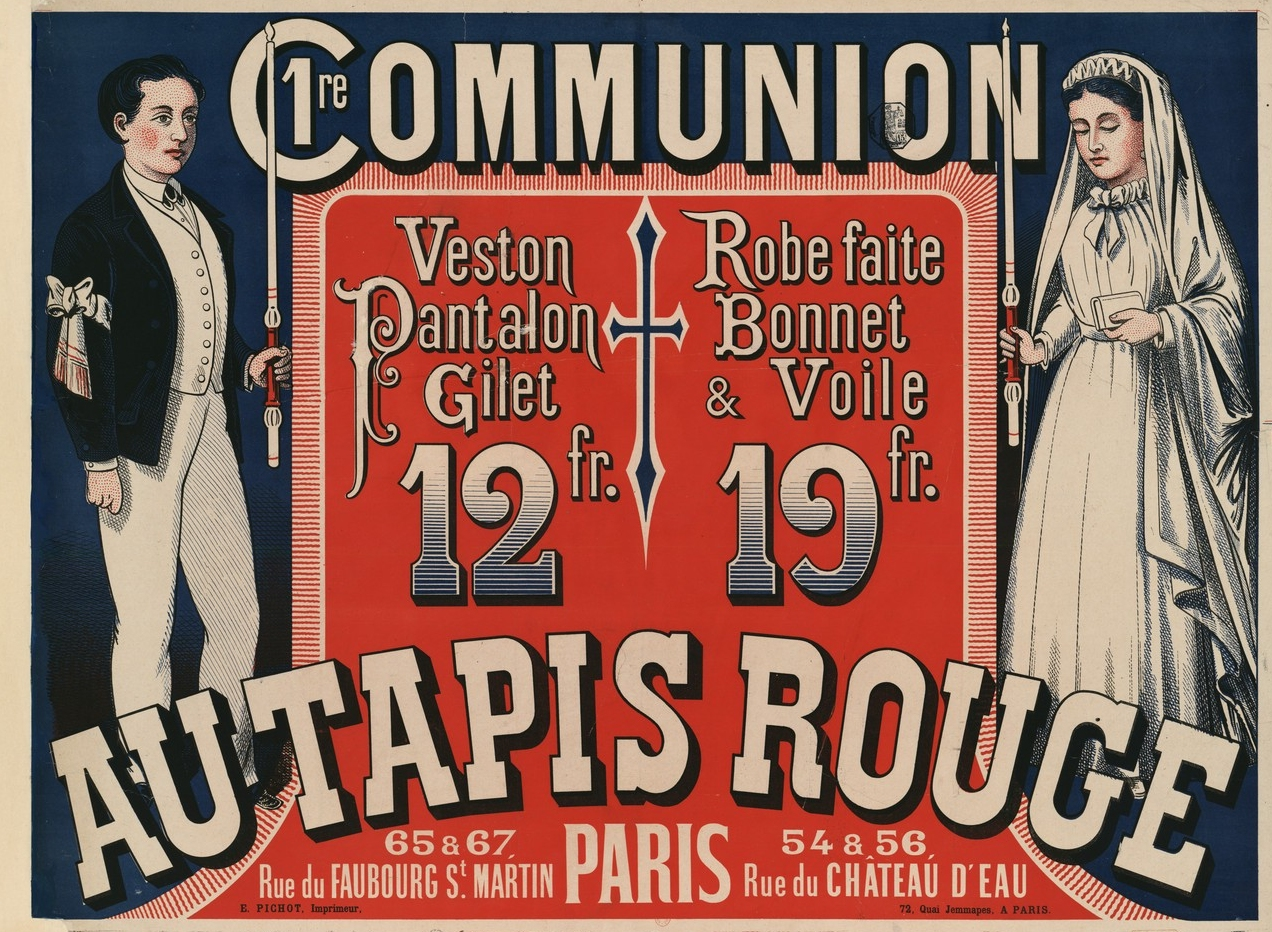
affiche 1864
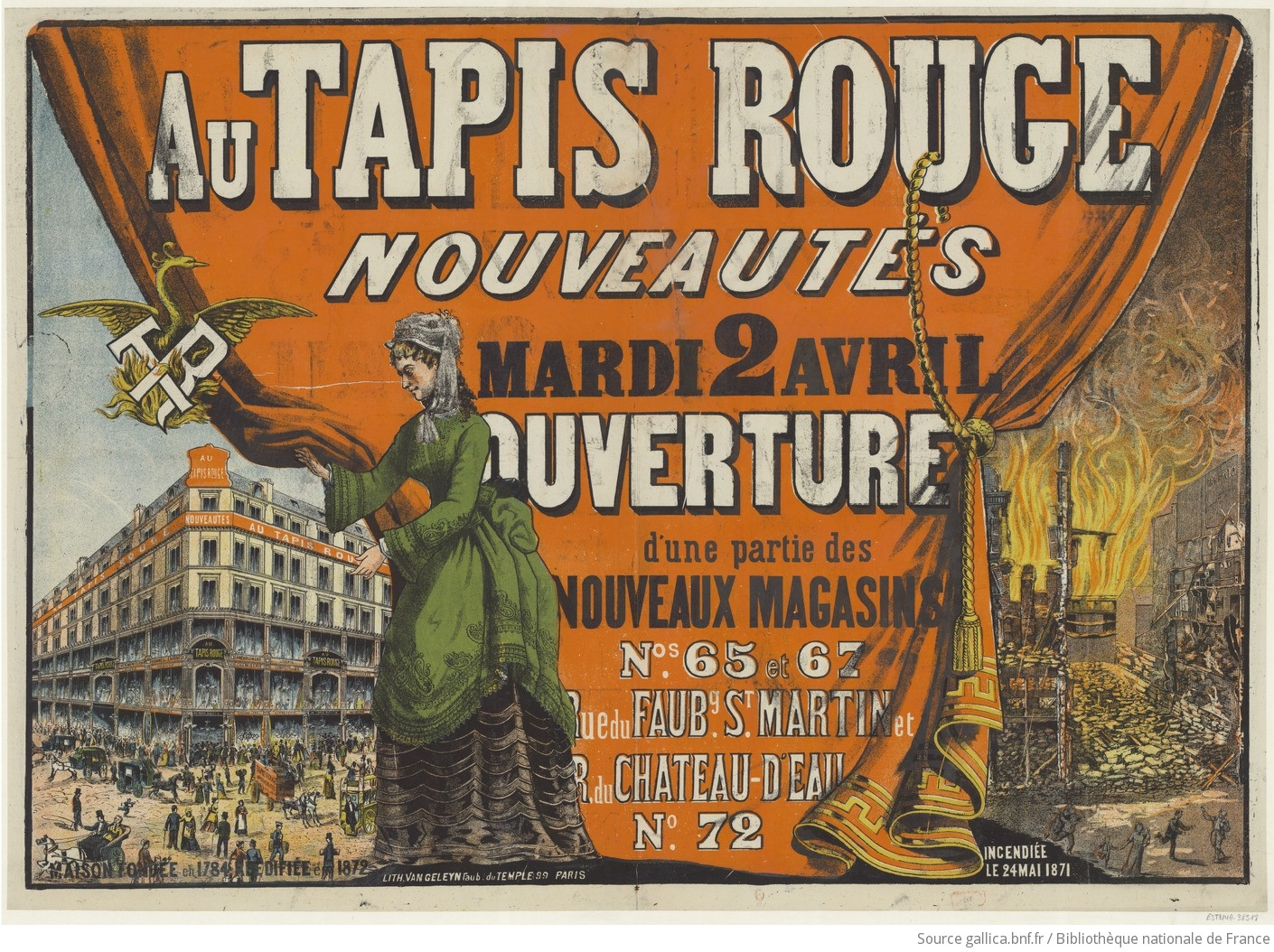
affiche, 1872
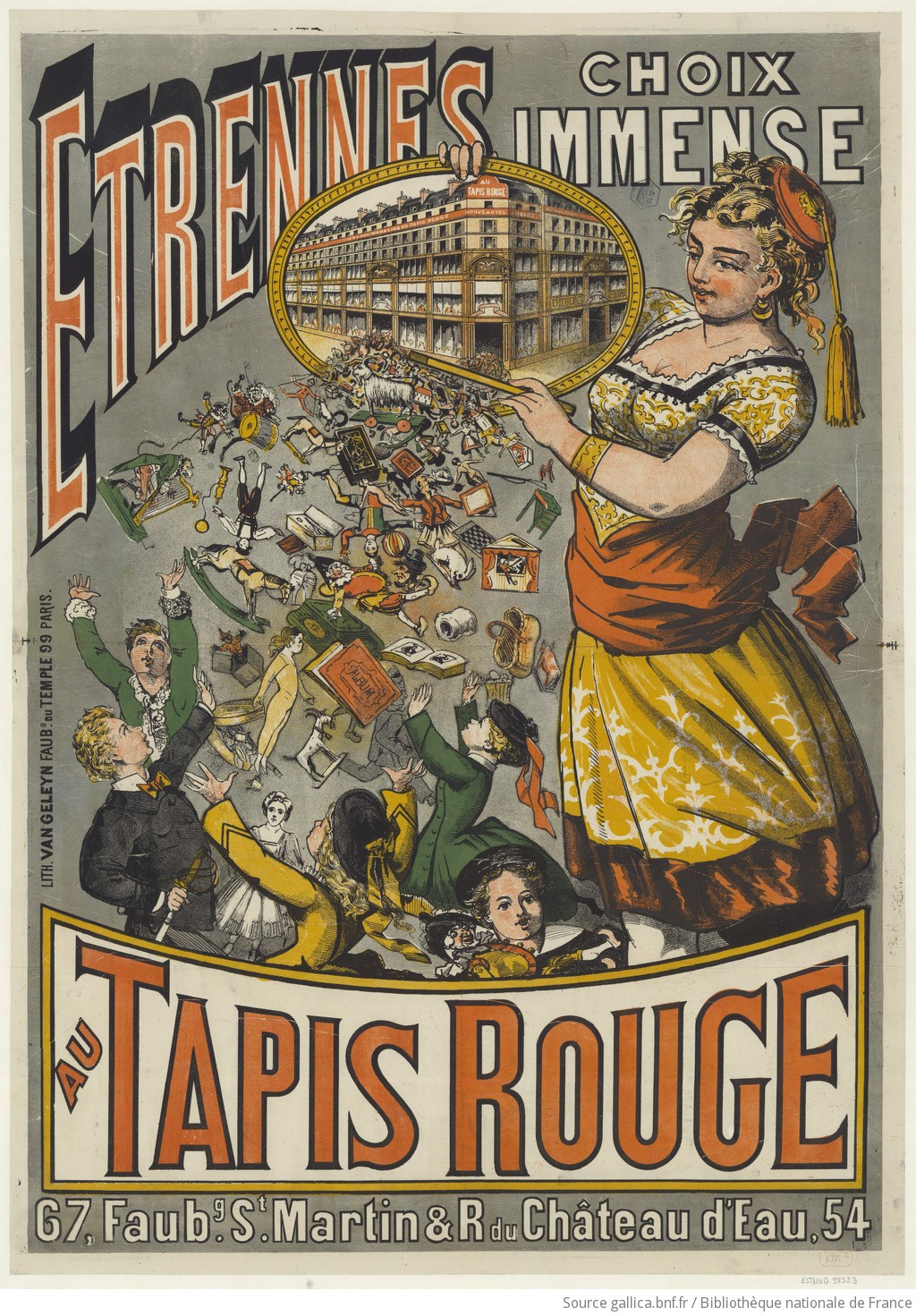
affiche 1873
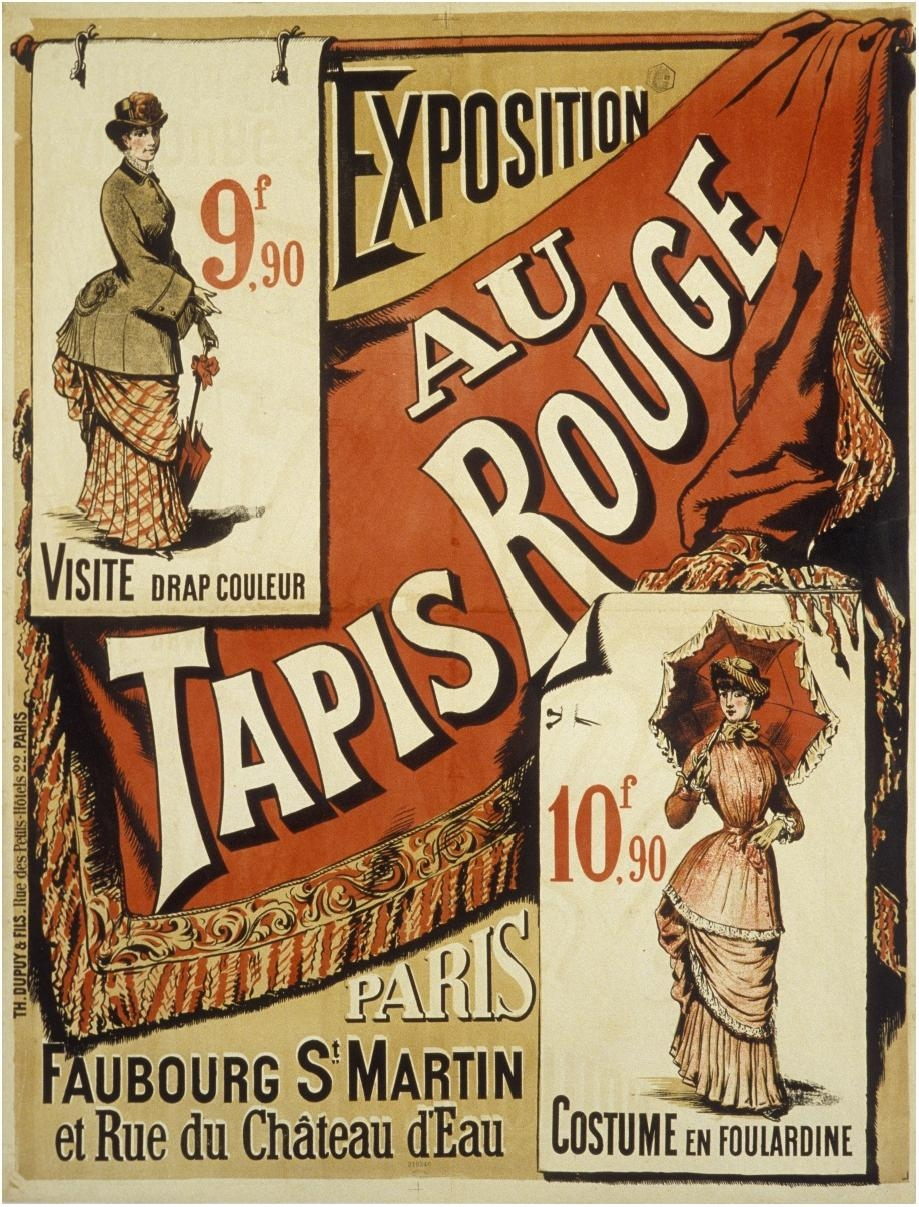
affiche 1885
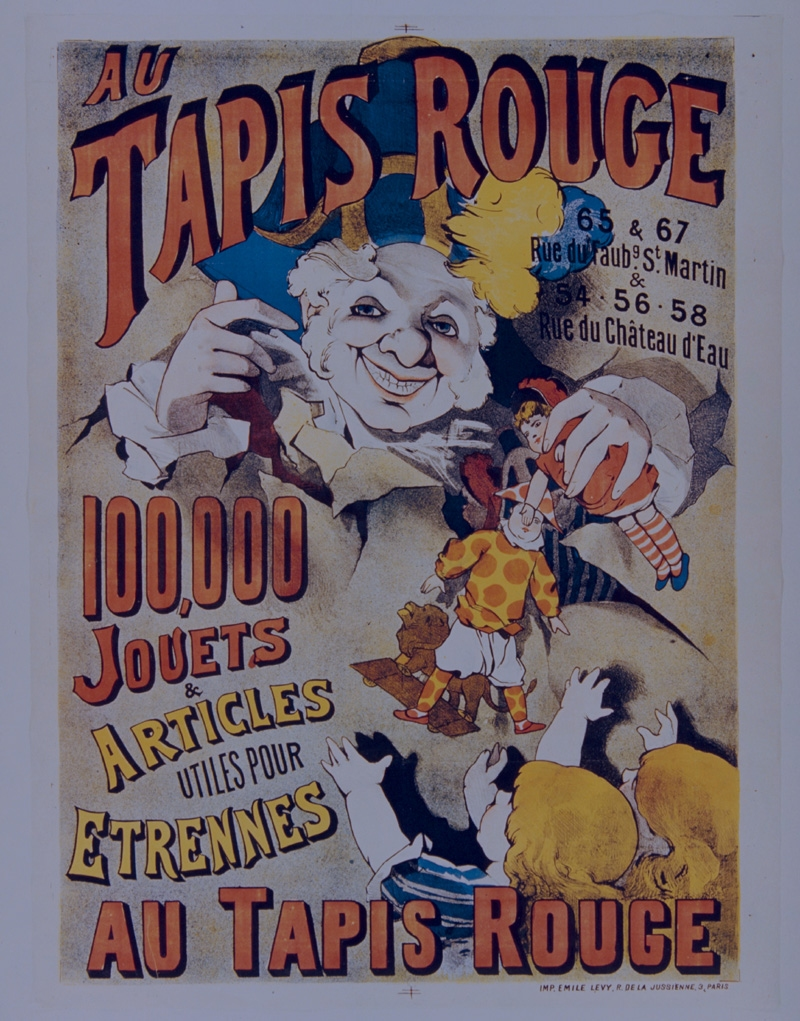
affiche 1890

Au Tapis-Rouge, advertenties
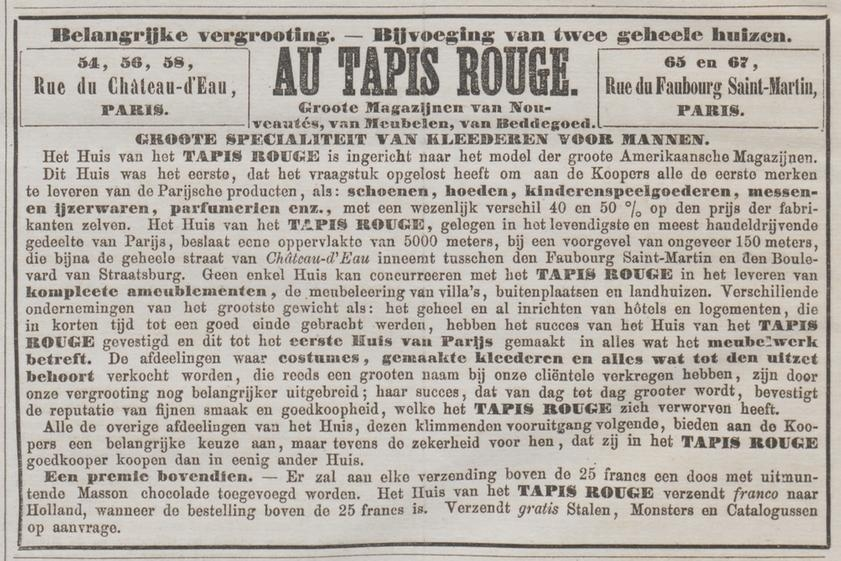
Opregte Haarlemsche Courant 20-10-1876
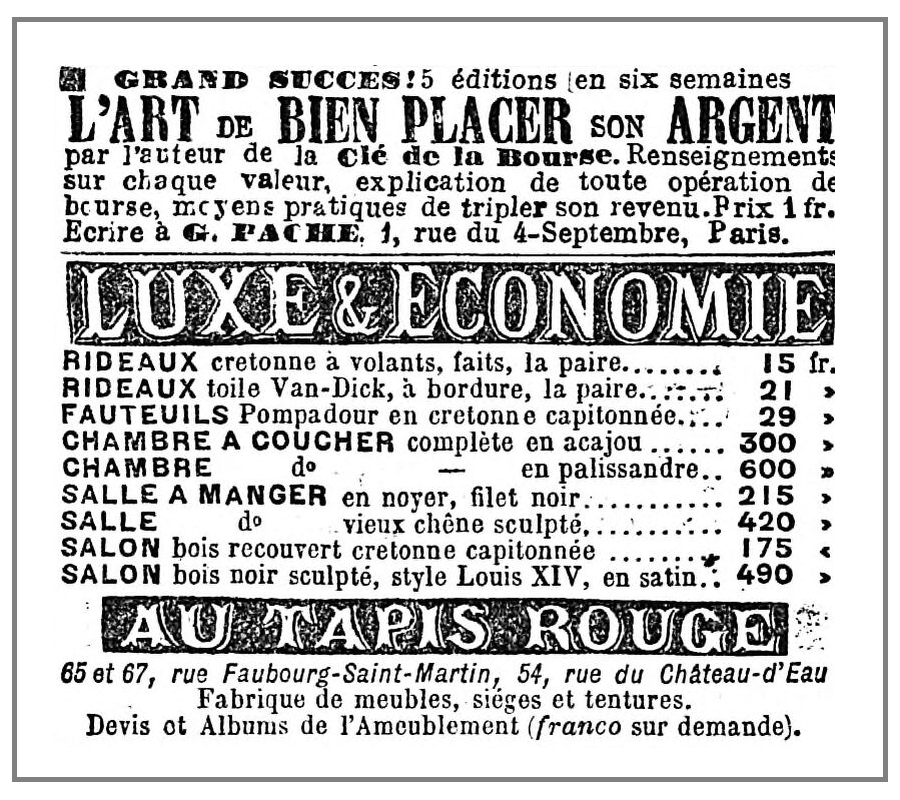
Le Le Petit journal 25-09-1876
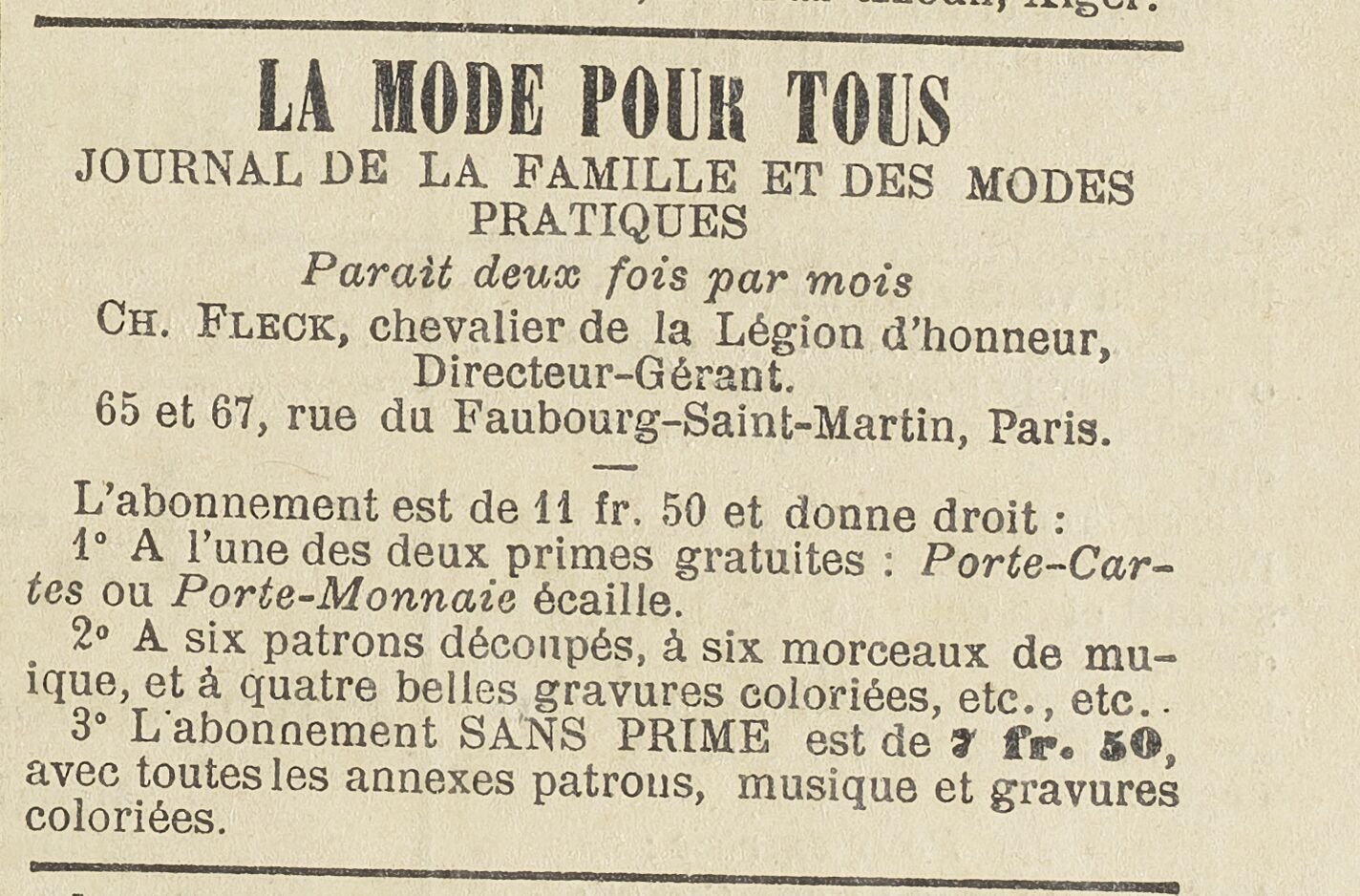
journal de l'Algérie 1881
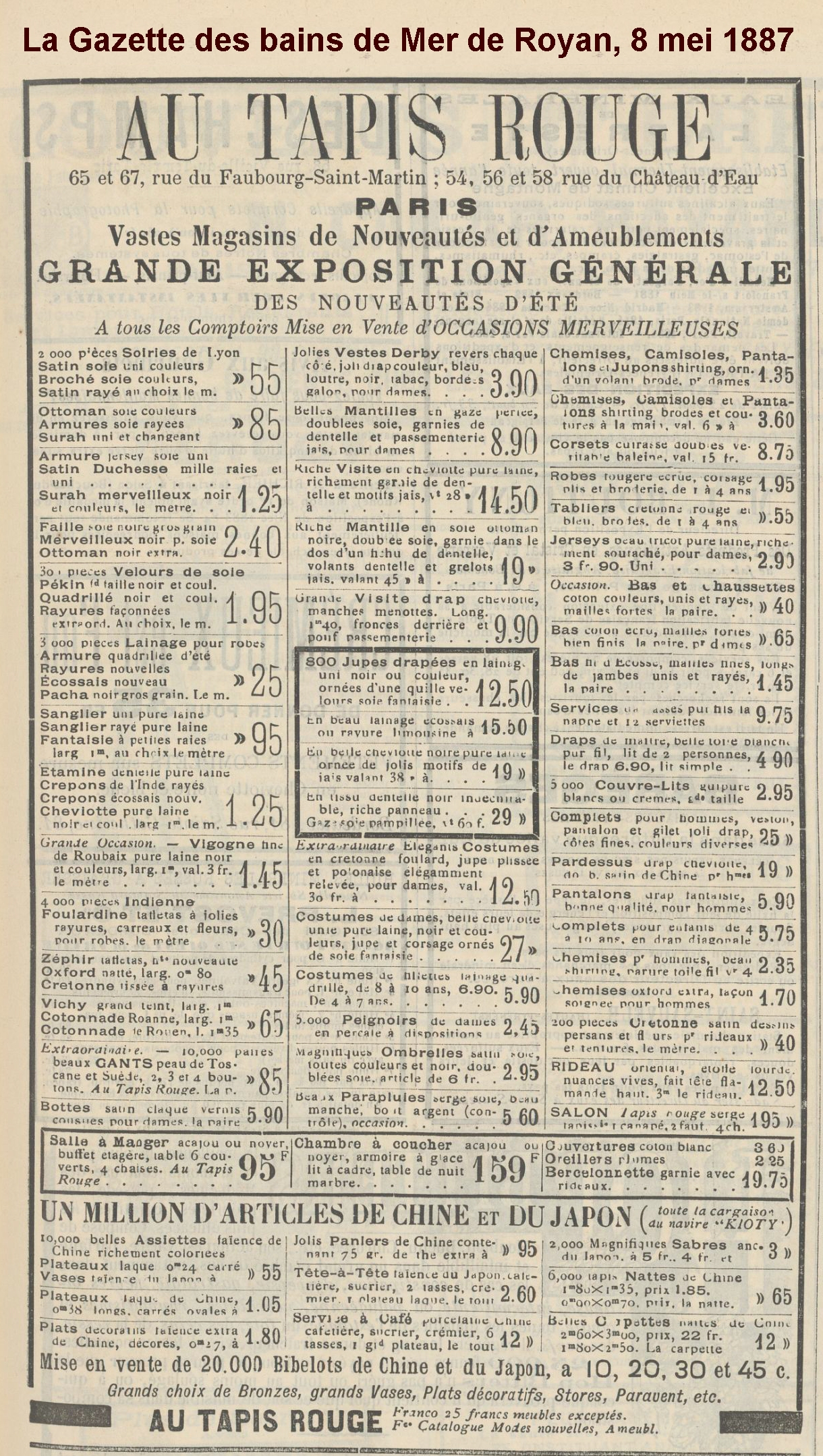
La Gazette des bains de Mer de Royan, 8 mei 1887
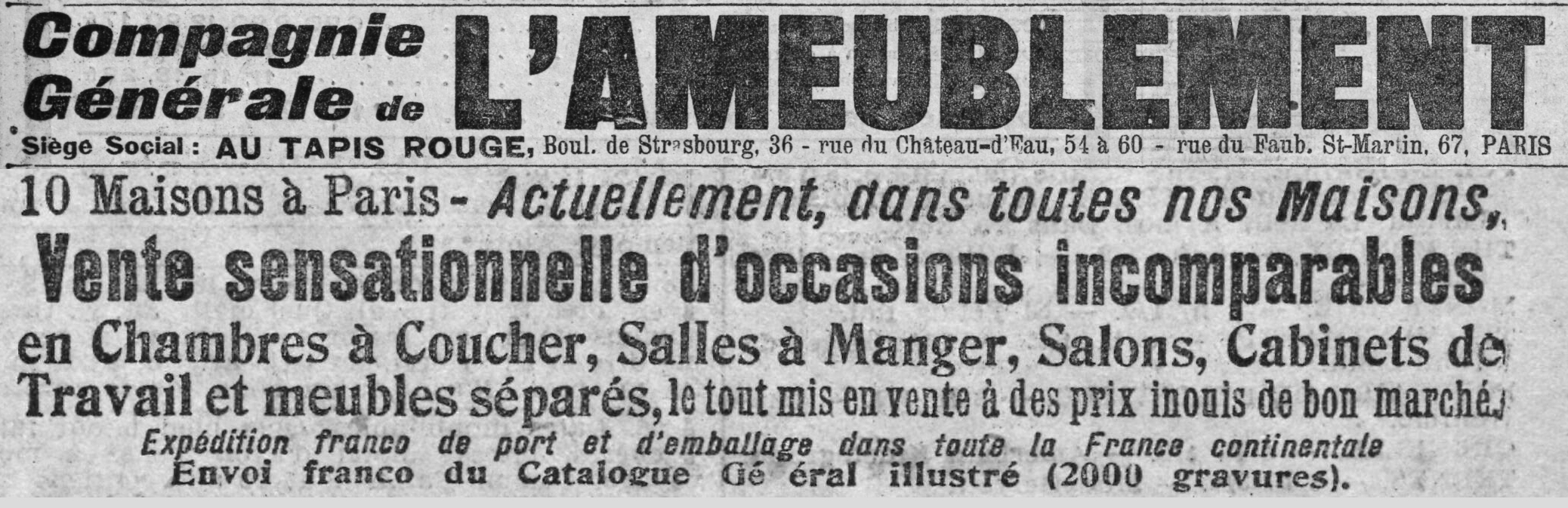
L'Abeille de Fontainebleau 26 april 1908
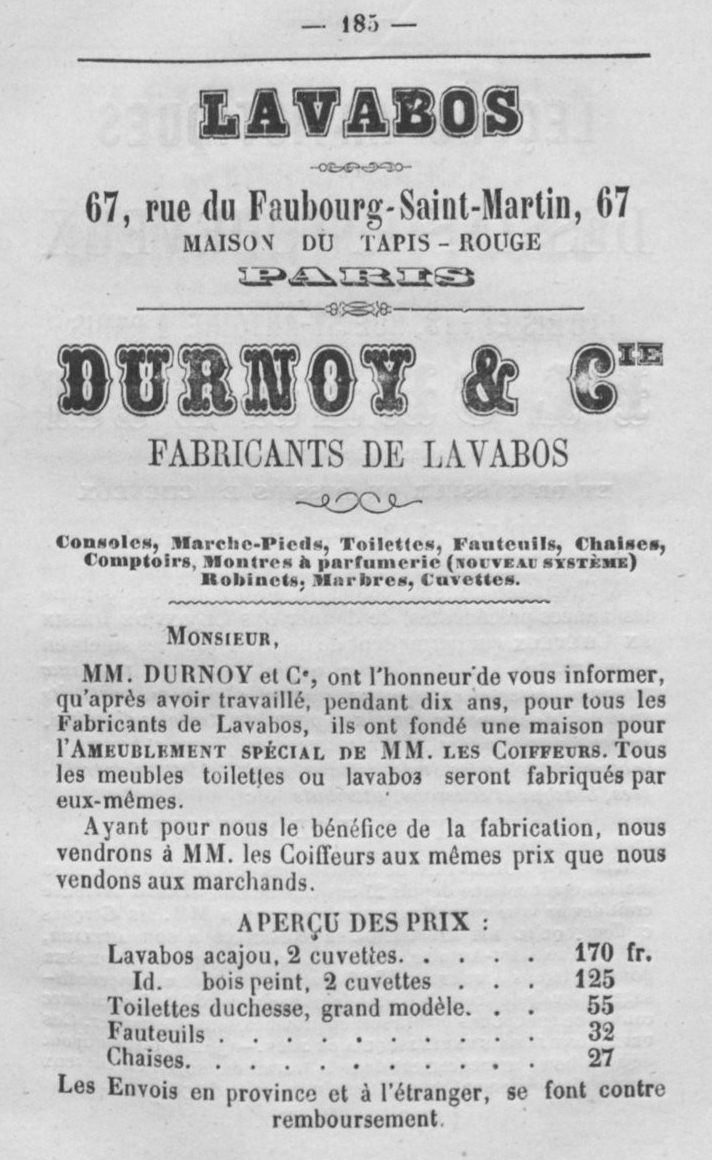
Durnoy fabrikant van wastafels, Annuaire des coiffeurs 01-01-1866

## Trivia
- 2002 maakte presidentskandidaat Jacques Chirac in Tapis-Rouge zijn campagnehoofdkwartier dat zorgde voor veel aandacht, daarna huurden veel grote bedrijven de lounges voor belangrijke evenementen.
- in 1898 vond het concept van "Au Tapis-Rouge" navolging in Maasstricht, aan de Groote Staat nr 50 werd een winkel met deze naam geopend.